# ジェフ・ケント
ジェフリー・フランクリン・ケント（Jeffery Franklin Kent, 1968年3月7日 - ）は、アメリカ合衆国カリフォルニア州ロサンゼルス郡ベルフラワー出身の元プロ野球選手（二塁手）。右投右打。
1997年 - 2002年まで6年連続、2004年 - 2005年まで2年連続で20本塁打・100打点以上を記録している。サンフランシスコ・ジャイアンツ時代には、メジャー屈指の強打者である3番バリー・ボンズの擁護役として4番に座り、2000年にMVPを獲得した。
キャリアのほとんどが二塁手としての出場だが、内野すべての経験がある。

## 経歴

### プロ入りとブルージェイズ時代
1989年のMLBドラフト20巡目（全体523位）でトロント・ブルージェイズから指名され、プロ入り。
1992年4月12日にメジャーデビューを果たした。

### メッツ時代
1992年8月27日にデビッド・コーンとのトレードで、ライアン・トンプソンと共にニューヨーク・メッツへ移籍してレギュラーに定着。この年、102試合に出場して11本塁打は新人選手全体で3位で、50打点は2位であった。
1993年は二塁手としてリーグ最多となる21本塁打（クレイグ・ビジオとタイ）・80打点を記録。また1990年にグレッグ・ジェフリーズの15本塁打・68打点を上回る二塁手としての球団記録となった。

### インディアンス時代
1996年7月29日にカルロス・バイエガ、アルバーロ・エスピノーサとのトレードで、ホセ・ビスカイーノと共にクリーブランド・インディアンスへ移籍した。

### ジャイアンツ時代
1996年11月にマット・ウィリアムズとのトレードで、前述のビスカイーノ、フリアン・タバレスと共にサンフランシスコ・ジャイアンツへ移籍した。
1997年は4月30日、5月13日、5月20日に球団タイ記録となる計3本の満塁本塁打を記録した。7月22日には通算100本塁打を達成した。最終的に自己最多の155試合に出場し、打率は.250と前年を下回ったが、29本塁打・121打点・38二塁打と自己ベストの数字を残した。
1998年は6月10日から7月9日にかけて故障者リスト入りとなり、その間24試合欠場したが、8月には打率.355・11本塁打を記録し、初のプレイヤー・オブ・ザ・マンスを受賞。そして8月は32打点、9月は31打点で2か月連続でリーグ最多打点を記録している。前年を上回る31本塁打・128打点を記録し、打率は前年より4分7厘上昇した。打数を打点で割った値は4.1でマーク・マグワイア（3.5)、サミー・ソーサ（4.1）に次ぐリーグ3位にランクした。
1999年5月3日にはサイクル安打を達成した。また。自身初となるオールスターゲームに選出された。
2000年にはバリー・ボンズを抑えてMVPを受賞した。
2002年は自己最多の37本塁打を放ち、打率.313・108打点の成績を残し、ジャイアンツ移籍後6年連続で100打点を達成した。これは球団史上5人目でウィリー・メイズ（1959年 - 1966年）以来の快挙となった。チームはワイルドカードでワールドシリーズへ進出。ケントは第5戦で2本塁打を記録するなどワールドシリーズで計3本塁打を記録するもチームは第7戦で敗退。オフにFAとなった。

### アストロズ時代
2003年から2年総額1,990万ドルの契約でヒューストン・アストロズへ移籍。
同年は23本塁打を放ち、クレイグ・ビジオ（この時、ケントの加入でビジオは中堅手へとコンバートされている）の持つ二塁手としての球団記録22本塁打を更新した。しかし93打点で連続100打点が6年で、39二塁打で連続40二塁打が4年で途切れた。
2004年は5月14日から6月11日にかけて球団新記録となる25試合連続安打を達成した。10月2日のコロラド・ロッキーズ戦ではシーズン26・27本塁打を放ち、ライン・サンドバーグの277本塁打を上回り、二塁手としての最多本塁打記録を更新した。最終的に107打点を記録し、2年ぶり7回目となる100打点を達成した。

### ドジャース時代
2004年12月14日に3年総額2,100万ドルでロサンゼルス・ドジャースにへ移籍。
2005年7月8日に通算2000本安打を達成した。8月27日に二塁手として史上初の300本塁打を達成した。28本塁打・105打点は二塁手として1958年以降で最多である。
2006年は2度の故障者リスト入りで出場試合数が115に終わり、1994年以来の少なさとなった。ニューヨーク・メッツとのディビジョンシリーズではチームは3連敗で敗退となったが、ケントは13打数8安打（打率.615）を記録している。
2009年1月21日に現役引退を表明。

## 人物
厳格な性格で1人でいるのを好む性格である。「SI.com」が2007年に464人の大リーグ選手を対象に「最も嫌われている選手」のアンケートでバリー・ボンズの26%に次ぐ20%がケントとなっている。白人至上主義者（レイシスト）として知られ、ボンズとは「犬猿の仲」である。
モルモン教徒である。
ボンズとの対立が生んだギスギスとしたムードから、当時のジャイアンツのクラブハウスの雰囲気はMLBでもワーストのものであったと言われる。アメリカ合衆国在住の日本人メディア関係者は「白人選手らと徒党を組み、ラテン系の正捕手ベニート・サンティアゴや日本人の新庄らも有色人種として“ボンズ一派”とみなし、ネチネチと見えないところで陰湿な嫌がらせを繰り返していたという話が伝わってきていました」と明かしている。
新庄剛志がサンフランシスコ・ジャイアンツに所属していた時代には、日本人メディアに対して「ヘイ、ジャップのクソ野郎ども！　邪魔なんだよ！　このクラブハウスから出て行きな！」、「新庄なんかを取材するジャパニーズは全員出ていけ」と暴言を吐いたり、日本人メディアに対して『日本人はタバコばかり吸って息がクサいから、選手の迷惑にならないようにしてほしい』という理由で歯磨き粉と歯ブラシを球団広報部員に配布させていた。
一方、薬物疑惑とは無縁の人物という評価もある。MLB公式サイトが2020年1月23日、2021年の米国野球殿堂入りメンバー候補について、「もっと注目されるべき5人」を選出したが、それは全米野球記者協会の投票で前回から得票率を9％以上アップさせた候補者の中で薬物疑惑とは無縁の候補者に絞ったものであった。

## 詳細情報

### 年度別打撃成績
| 年 度     | 球 団     | 試 合 | 打 席 | 打 数 | 得 点 | 安 打 | 二 塁 打 | 三 塁 打 | 本 塁 打 | 塁 打 | 打 点 | 盗 塁 | 盗 塁 死 | 犠 打 | 犠 飛 | 四 球 | 敬 遠 | 死 球 | 三 振 | 併 殺 打 | 打 率 | 出 塁 率 | 長 打 率 | O P S |
| --------- | --------- | ----- | ----- | ----- | ----- | ----- | -------- | -------- | -------- | ----- | ----- | ----- | -------- | ----- | ----- | ----- | ----- | ----- | ----- | -------- | ----- | -------- | -------- | ----- |
| 1992      | TOR       | 65    | 222   | 192   | 36    | 46    | 13       | 1        | 8        | 85    | 35    | 2     | 1        | 0     | 4     | 20    | 0     | 6     | 47    | 3        | .240  | .324     | .443     | .767  |
| 1992      | NYM       | 37    | 121   | 113   | 16    | 27    | 8        | 1        | 3        | 46    | 15    | 0     | 2        | 0     | 0     | 7     | 0     | 1     | 29    | 2        | .239  | .289     | .407     | .696  |
| '92計     | NYM       | 102   | 343   | 305   | 52    | 73    | 21       | 2        | 11       | 131   | 50    | 2     | 3        | 0     | 4     | 27    | 0     | 7     | 76    | 5        | .239  | .312     | .430     | .742  |
| 1993      | NYM       | 140   | 544   | 496   | 65    | 134   | 24       | 0        | 21       | 221   | 80    | 4     | 4        | 6     | 4     | 30    | 2     | 8     | 88    | 11       | .270  | .320     | .446     | .766  |
| 1994      | NYM       | 107   | 452   | 415   | 53    | 121   | 24       | 5        | 14       | 197   | 68    | 1     | 4        | 1     | 3     | 23    | 3     | 10    | 84    | 7        | .292  | .341     | .475     | .816  |
| 1995      | NYM       | 125   | 514   | 472   | 65    | 131   | 22       | 3        | 20       | 219   | 65    | 3     | 3        | 1     | 4     | 29    | 3     | 8     | 89    | 9        | .278  | .327     | .464     | .791  |
| 1996      | NYM       | 89    | 361   | 335   | 45    | 97    | 20       | 1        | 9        | 146   | 39    | 4     | 3        | 1     | 3     | 21    | 1     | 1     | 56    | 7        | .290  | .331     | .436     | .745  |
| 1996      | CLE       | 39    | 116   | 102   | 16    | 27    | 7        | 0        | 3        | 43    | 16    | 2     | 1        | 0     | 3     | 10    | 0     | 1     | 22    | 1        | .265  | .328     | .422     | .750  |
| '96計     | CLE       | 128   | 477   | 437   | 61    | 124   | 27       | 1        | 12       | 189   | 55    | 6     | 4        | 1     | 6     | 31    | 1     | 2     | 78    | 8        | .284  | .330     | .432     | .762  |
| 1997      | SF        | 155   | 651   | 580   | 90    | 145   | 38       | 2        | 29       | 274   | 121   | 11    | 3        | 0     | 10    | 48    | 6     | 13    | 133   | 14       | .250  | .316     | .472     | .788  |
| 1998      | SF        | 137   | 594   | 526   | 94    | 156   | 37       | 3        | 31       | 292   | 128   | 9     | 4        | 1     | 10    | 48    | 4     | 9     | 110   | 16       | .297  | .359     | .555     | .914  |
| 1999      | SF        | 138   | 585   | 511   | 86    | 148   | 40       | 2        | 23       | 261   | 101   | 13    | 6        | 0     | 8     | 61    | 3     | 5     | 112   | 12       | .290  | .366     | .511     | .877  |
| 2000      | SF        | 159   | 695   | 587   | 114   | 196   | 41       | 7        | 33       | 350   | 125   | 12    | 9        | 0     | 9     | 90    | 6     | 9     | 107   | 17       | .334  | .424     | .590     | 1.020 |
| 2001      | SF        | 159   | 696   | 607   | 84    | 181   | 49       | 6        | 22       | 308   | 106   | 7     | 6        | 0     | 13    | 65    | 4     | 11    | 96    | 11       | .298  | .369     | .507     | .876  |
| 2002      | SF        | 152   | 682   | 623   | 102   | 195   | 42       | 2        | 37       | 352   | 108   | 5     | 1        | 0     | 3     | 52    | 3     | 4     | 101   | 20       | .313  | .368     | .565     | .933  |
| 2003      | HOU       | 130   | 552   | 505   | 77    | 150   | 39       | 1        | 22       | 257   | 93    | 6     | 2        | 0     | 3     | 39    | 2     | 5     | 85    | 13       | .297  | .351     | .509     | .860  |
| 2004      | HOU       | 145   | 606   | 540   | 96    | 156   | 34       | 8        | 27       | 287   | 107   | 7     | 3        | 0     | 11    | 49    | 3     | 6     | 96    | 23       | .289  | .348     | .531     | .879  |
| 2005      | LAD       | 149   | 637   | 553   | 100   | 160   | 36       | 0        | 29       | 283   | 105   | 6     | 2        | 0     | 4     | 72    | 8     | 8     | 85    | 19       | .289  | .377     | .512     | .889  |
| 2006      | LAD       | 115   | 473   | 407   | 61    | 119   | 27       | 3        | 14       | 194   | 68    | 1     | 2        | 0     | 3     | 55    | 8     | 8     | 69    | 9        | .292  | .385     | .477     | .862  |
| 2007      | LAD       | 136   | 562   | 494   | 78    | 149   | 36       | 1        | 20       | 247   | 79    | 1     | 3        | 0     | 6     | 57    | 4     | 5     | 61    | 17       | .302  | .375     | .500     | .875  |
| 2008      | LAD       | 121   | 474   | 440   | 42    | 123   | 23       | 1        | 12       | 184   | 59    | 0     | 1        | 0     | 2     | 25    | 1     | 7     | 52    | 13       | .280  | .327     | .418     | .745  |
| MLB：17年 | MLB：17年 | 2298  | 9537  | 8498  | 1320  | 2461  | 560      | 47       | 377      | 4246  | 1518  | 94    | 60       | 10    | 103   | 801   | 61    | 125   | 1522  | 224      | .290  | .356     | .500     | .856  |

- 各年度の太字はリーグ最高

### 表彰
- シーズンMVP：1回（2000年）
- シルバースラッガー賞：4回（2000年－2002年、2005年）

### 記録
- MLBオールスターゲーム選出：5回（1999年－2001年、2004年、2005年）

### 背番号
- 11（1992年 - 同年途中）
- 39（1992年途中 - 同年終了）
- 12（1993年 - 1996年、2003年 - 2008年）
- 21（1997年 - 2002年）